# Georges Trouillot
Georges Marie Denis Gabriel Trouillot, född den 7 maj 1851 i Champagnole (departementet Jura), död den 22 november 1916 i Paris, var en fransk politiker.
Trouillot ägnade sig åt advokatyrket i sin hemtrakt, deltog efter den 16 maj 1877 i den häftiga politiska kampanj, som då fördes mot Mac Mahons anhängare, var 1889-1906 deputerad och därefter till sin död senator för Jura. I departementet Juras generalråd blev han 1894 president. Trouillot gjorde sig i deputeradekammaren bemärkt som en bland de radikalas skarpaste talare, särskilt mot de moderatas närmande till högern, bidrog 1898 väsentligt till ministären Mélines fall, var juni-november 1898 kolonialminister i kabinettet Brisson, hade som utskottets rapportör 1901 mycket väsentlig andel i genomförandet av den betydelsefulla, mot de andliga ordnarna riktade lagen om föreningsrätten, var i ministärerna Combes och Rouvier (juni 1902-mars 1906) minister för handel, industri, post och telegraf samt (juli 1909-november 1910) kolonialminister i Briands första ministär. I deputeradekammaren och senatens utskottsarbete var Trouillot outtröttligt verksam. Han utgav (jämte Fernand Chapsal) en kommentar över lagen om föreningsrätten, Du contrat d'association (1902), och sina samlade tal rörande denna lag, L'idée laïque (1906), samt en av första världskriget inspirerad diktsamling, Poésies de guerre (1916). I sitt partis tidningar, särskilt i "Siècle", var han flitig medarbetare.